# Eunice Kennedy Shriver
Eunice Kennedy (Brookline, Massachusetts, 10 de julio de 1921-Hyannis, Massachusetts, 11 de agosto de 2009) fue una socióloga y política estadounidense. Perteneció a la familia Kennedy; fue la quinta de los nueve hijos que tuvieron Joseph P. Kennedy y Rose Fitzgerald, y hermana del presidente de Estados Unidos, John F. Kennedy.
Fundó en 1962 el Camp Shriver, que comenzó en su granja de Maryland y que se convirtió en 1962 en la organización nacional Olimpiadas Especiales.
Estuvo casada con el diplomático Robert Sargent Shriver, embajador estadounidense en Francia que fue candidato a la vicepresidencia de los Estados Unidos en 1972, con quien tuvo cinco hijos, entre ellos Anthony y Maria Shriver.

## Primeros años
Eunice Mary Kennedy estudió en el colegio Manhattanvilleen el Upper West Side de Manhattan. En 1943 se graduó en sociología por la Universidad de Stanford. Comenzó a trabajar para la división de problemas especiales de guerra en el Departamento de Estado de EE. UU. Posteriormente trabajó en el Departamento de Justicia de EE. UU., en el que ocupó el cargo de secretaria ejecutiva para un proyecto relacionado con la delincuencia juvenil. Posteriormente, desempeñó durante un año el cargo de asistente social en la Institución Federal Industrial para Mujeres, antes de trasladarse a Chicago en 1951 para trabajar en el refugio para mujeres de la Casa del Buen Pastor y en el Tribunal de Menores en Chicago.

## Carrera política
Shriver hizo activamente campaña en favor de su hermano mayor, el presidente John F. Kennedy, para las elecciones de 1960.
En 1968, ayudó a Ann McGlone Burke a convertir en nacional el movimiento Special Olympics, los Juegos Olímpicos Especiales (para deportistas con deficiencias mentales), y es la única mujer cuyo retrato, en vida, ha aparecido en una moneda de Estados Unidos, el dólar de plata conmemorativo de los Special Olympics de 1995.
Su hija, Maria Shriver, estuvo casada con el actor y político Arnold Schwarzenegger, exgobernador de California (elegido en 2003). Shriver, demócrata de toda la vida, colaboró con la exitosa elección de su yerno republicano.
Durante la campaña presidencial demócrata de 1992 de Bill Clinton, fue una de las personalidades demócratas (junto con el gobernador Robert P. Casey de Pensilvania, el obispo Austin Vaughan de Nueva York y otras) que firmó una carta dirigida al New York Times, protestando por el punto en favor del aborto en el programa del Partido Demócrata. Se definió públicamente como firme defensora del derecho a vivir.

## Trabajo social y premios
La trayectoria de Eunice Kennedy está fuertemente ligada a la lucha por la salud de niños y discapacitados. Fue una de las fundadoras clave del Instituto Nacional de Salud Infantil y Desarrollo Humano, que forma parte del Instituto Nacional de Salud. En 1982, fundó el Shriver Eunice Kennedy Shriver National Center for Community of Caring en la Universidad de Utah.
En 1984 fue premiada con el mayor galardón que puede recibir un ciudadano estadounidense, la medalla presidencial de la libertad, de la mano del presidente Ronald Reagan, por su trabajo en favor de las personas con retraso mental.
En 1990 fue galardonada con el premio Águila de la academia deportiva de Estados Unidos, uno de los más altos honores de la Academia Internacional, que le fue concedido por su enorme contribución al deporte internacional.
Por su trabajo en la nacionalización de las olimpiadas nacionales, en 1995 le fue concedido el premio Civitan, de ciudadanía mundial.
En 2002 le fue otorgado el premio Theodore Roosevelt, conocido como 'el oso', un premio anual otorgado por la National Collegiate Athletic Association por su aportación al atletismo intercolegial. En 2006 fue seleccionada como una de las 100 personas más influyentes en su primer siglo.
En 2006 recibió el título de 'Caballero Papal', de la mano del papa Benedicto XVI y nombrada dama de la Orden de San Gregorio Magno (DSG)

## Muerte
El 9 de agosto de 2009, fue ingresada en el Hospital de Cape Cod, en Hyannis, con una dolencia no revelada. El 10 de agosto, sus familiares fueron llamados al hospital, a la mañana siguiente, Shriver falleció, tenía 88 años, ningún otro Kennedy, a excepción de su madre, Rose, y su hermana menor, Jean Ann Kennedy (1928-2020), había vivido tanto.